# Ферберит
Ферберит (англ. ferberite; нім. Ferberit m) — мінерал вольфраму, вольфрамат заліза. Крайній член ізоморфного ряду вольфраміту.
Названий за прізвищем німецького дослідника Р.Фербера (R.Ferber), J.F.A.Breithaupt, 1863.
Синоніми: вольфраміт залізистий, феровольфраміт.

## Опис
Хімічна формула: Fe[WO4].
При заміщенні Fe на Mn і за умови Mn>20 % — вольфраміт. Сингонія моноклінна. Призматичний вид. Кристали призматичні, з штрихуванням за подовженням. Утворює зростки та аґреґати. Спайність досконала по (010). Густина 7,5-7,6. Тв. 5-6. Колір бурувато-червоний, чорний. Блиск напівметалічний. Риса коричнева і чорна. Слабкомагнітний.

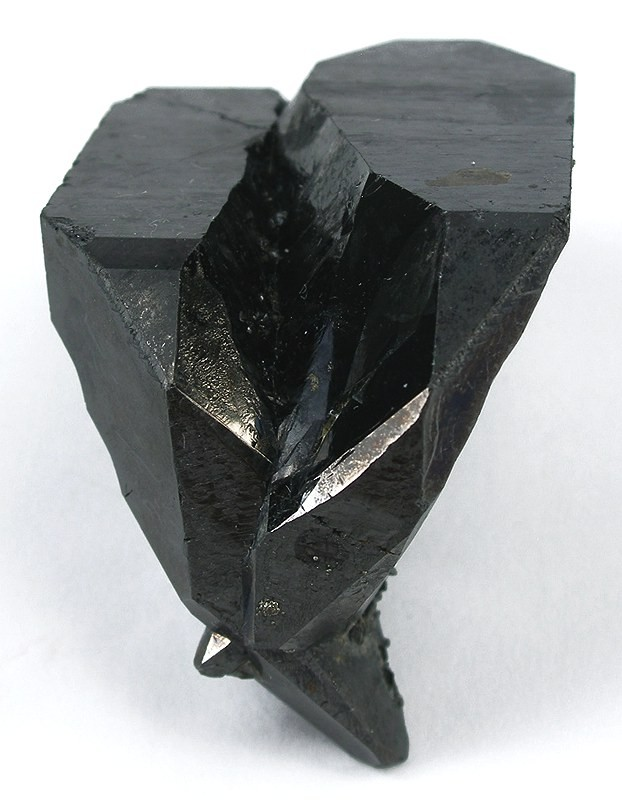
Ферберит, Потосі, Болівія. 4.8 x 4.0 x 3.6 cm.
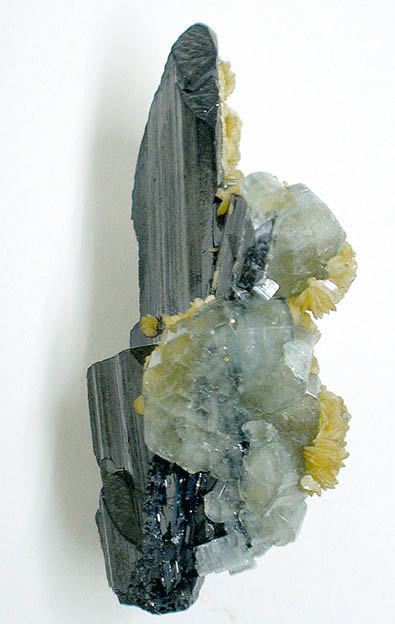
Ферберит

## Поширення
Зустрічається у кварцових жилах (Іспанія, США), ґрейзенах і пегматитах, а також ґнейсах і ґранітах (штати Колорадо, Аризона, Айдахо, Нью-Мексико). Інші знахідки: Саксонія (ФРН), Івінгтут (о. Ґренландія), в Україні — Західно-Інгулецька зона.